# 헬프미 법률사무소
헬프미 법률사무소는 대한민국의 법률 스타트업이다. 서울 삼성동에 사무소를 두고 있다. 2015년 6월 박효연과 이상민이 공동 설립하여 운영중에 있다.